# Quarterstaff

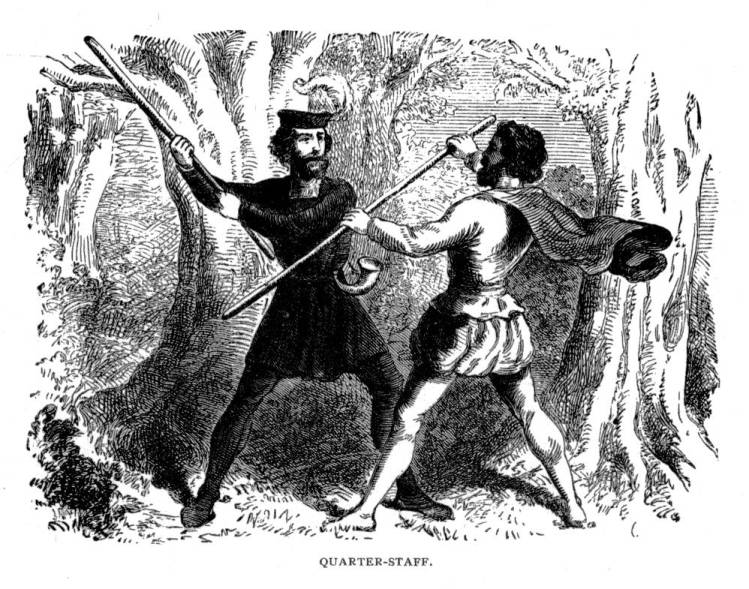
Walka z użyciem quarterstaff

Quarterstaff (dosłownie „ćwierćpałka”, z ang. quarter – ćwierć; staff – drzewce, pałka, laska) – pałka, rodzaj broni drzewcowej.

## Opis
Quarterstaff jest solidnym kijem, którego średnica wynosi około 5 centymetrów, a długość waha się w granicach 1,8–2,4 metra. Przyjmuje się, że rzeczywista długość drzewca powinna przekraczać nieco wzrost użytkownika. Dobra pałka tego typu powinna być wykonana z pnia młodego drzewka (a nie z gałęzi), najlepiej z dąbczaka, orzecha, głogu lub jesionu. Tradycja każe, aby każdy użytkownik takiej pałki wykonał ją własnoręcznie. Końce kija bywały zaostrzone lub zakończone metalowym szpicem. Techniki walki przy pomocy quarterstaff zawierają uderzenia, pchnięcia, blokowania i podcięcia nóg (podobnie jak w wielu innych sztukach walki kijem bojowym).
Quarterstaff należy do tradycyjnych broni angielskich i była orężem znanym od niepamiętnych czasów. Ze względu na łatwość jej wyrobu, stała się bronią powszechnie używaną, szczególnie przez chłopstwo. Ogromna popularność quarterstaff w dawnej Anglii jest zaświadczona licznymi przekazami literackimi oraz świadectwami historycznymi, między innymi:
- pałki takie (obok łuków) stanowiły broń leśnej drużyny Robin Hooda. Była ulubioną bronią Małego Johna,
- quarterstaff oraz walki staczane przy jej użyciu opisywał Walter Scott, między innymi w powieści Ivanhoe,
- broń ta znalazła się również na wyposażeniu tak zwanych yeoman, tworzących od 1520 roku wydzielony korpus British Royal Household – chłopski oddział brytyjskiej gwardii królewskiej, pełniący również funkcję straży więziennej w Tower of London,
- istnieje ciekawy, autobiograficzny przekaz literacki Anglika Richarda Peeke’go, pojmanego przez Hiszpanów podczas wojny hiszpańsko-angielskiej, który posługując się quarterstaff pokonał w pokazowej walce trzech żołnierzy uzbrojonych w rapiery. Jak wynika z tego przekazu, działo się to w obecności Królewskiej Rady Koronnej Królestwa Hiszpanii w 1625 roku.

Powszechna w średniowiecznej Anglii umiejętność walki przy pomocy quarterstaff poczęła zanikać począwszy od XVIII wieku. Przetrwała jedynie szczątkowo, w formie pokazów urządzanych podczas lokalnych świąt i festynów. Obecnie sztuka walki quarterstaff, stanowiąca cenny element angielskich tradycji bojowych, doczekała się ponownego uznania i jest stopniowo reaktywowana – jednak zgodnie z trendami panującymi obecnie w upowszechnianiu tego rodzaju sztuk walki przeradza się ona stopniowo we współczesną konkurencję sportową (dla bezpieczeństwa walczących zrezygnowano jednak z metalowych zakończeń pałki).